# Người đàn ông thứ ba
Người đàn ông thứ ba là bộ phim đen năm 1949 của  Carol Reed làm đạo diễn, do Graham Greene viết kịch bản và có sự tham gia của Joseph Cotten, Alida Valli, Orson Welles và Trevor Howard. Lấy bối cảnh ở Vienna thời hậu chiến, bộ phim xoay quanh Holly Martins người Mỹ (Cotten), người đến thành phố để nhận công việc với người bạn của mình là Harry Lime (Welles) và chỉ biết rằng Lime đã chết. Xem cái chết của anh ấy là đáng ngờ, Martins quyết định ở lại Vienna và điều tra sự việc.
Việc Robert Krasker sử dụng không khí trong tác phẩm điện ảnh biểu hiện trắng đen của Robert Krasker, với ánh sáng khắc nghiệt và kỹ thuật máy quay "góc quay kiểu Hà Lan" bị bóp méo, là đặc điểm chính của The Third Man. Kết hợp với âm nhạc chủ đề mang tính biểu tượng, các địa điểm hấp dẫn và màn trình diễn được đánh giá cao từ dàn diễn viên, phong cách này gợi lên bầu không khí của một Vienna thời hậu chiến kiệt quệ, u ám khi bắt đầu Chiến tranh Lạnh.
Greene viết tiểu thuyết cùng tên để chuẩn bị cho kịch bản phim. Anton Karas đã viết và biểu diễn bản nhạc chỉ đặc trưng của đàn tranh. Nhạc chủ đề " The Third Man Theme " đứng đầu bảng xếp hạng âm nhạc quốc tế vào năm 1950, mang lại cho nghệ sĩ biểu diễn vô danh trước đó nổi tiếng quốc tế..Người đàn ông thứ ba được coi là một trong những bộ phim hay nhất mọi thời đại, được đánh giá cao về diễn xuất, điểm số âm nhạc và khí chất quay phim.
Năm 1999, Viện phim Anh bình chọn Người đàn ông thứ ba là bộ phim Anh hay nhất mọi thời đại. Năm 2011, một cuộc thăm dò ý kiến của 150 diễn viên, đạo diễn, nhà văn, nhà sản xuất và nhà phê bình cho tạp chí Time Out đã xếp hạng phim Anh hay nhất từ trước đến nay.

## Âm Mưu
Nhà văn phương Tây người Mỹ Holly Martins đến Vienna sau Thế chiến thứ hai (nơi bị chia cắt giữa các nước Đồng minh: Mỹ, Anh, Pháp và Liên Xô) để tìm kiếm người bạn thời thơ ấu của mình, Harry Lime, người đã mời anh ta một công việc. Martins được cho biết rằng Lime đã bị một chiếc xe cán chết khi băng qua đường. Tại đám tang của Lime, Martins gặp hai Quân cảnh Hoàng gia Anh: Trung sĩ Paine, một người hâm mộ sách của Martins, và cấp trên của anh, Thiếu tá Calloway. Sau đó Martins được yêu cầu thuyết trình cho một câu lạc bộ sách vài ngày sau đó. Sau đó, anh gặp một người bạn của Lime, "Baron" Kurtz, người nói với Martins rằng anh và một người bạn khác, một người Romania tên là Popescu, đã bế Lime sang một bên đường sau vụ tai nạn và trước khi chết, Lime đã nhờ họ chăm sóc Martins và bạn gái của Lime, nữ diễn viên Anna Schmidt.
Martins đến gặp Anna và nghi ngờ rằng cái chết của Lime không phải là một tai nạn. Người khuân vác tại khu chung cư của Lime nói rằng Lime đã bị giết ngay lập tức và có ba người đàn ông khiêng thi thể chứ không phải 2 người. Martins và Anna phát hiện ra rằng cảnh sát đang khám xét căn hộ của cô; cảnh sát tịch thu một hộ chiếu giả mạo và giam giữ cô ấy. Tối hôm sau, Martins đến gặp "cố vấn y tế" của Lime, Tiến sĩ Winkel, người nói rằng anh ta đến nơi xảy ra vụ tai nạn sau khi Lime đã chết, và chỉ có hai người đàn ông ở đó.
Người khuân vác đề nghị cung cấp cho Martins thêm thông tin, nhưng ai đó đã giết anh ta trước khi Martins có thể nhìn thấy anh ta. Khi Martins đến, đám đông tin rằng anh ta có liên quan và trở nên thù địch. Thoát khỏi họ, Martins trở lại khách sạn, và một chiếc taxi ngay lập tức đưa anh ta đến câu lạc bộ sách, nơi anh ta có một bài phát biểu tồi tệ. Khi Popescu bước vào, anh ta hỏi về cuốn sách tiếp theo của Martins. Martins nói rằng nó sẽ được gọi là Người đàn ông thứ ba, "một câu chuyện giết người" lấy cảm hứng từ sự thật. Popescu nói với Martins rằng anh ta nên gắn bó với tiểu thuyết. Martins nhìn thấy hai tên côn đồ đang tiến về phía mình và bỏ chạy.
Calloway một lần nữa khuyên Martins rời khỏi Vienna, nhưng Martins từ chối và yêu cầu điều tra cái chết của Lime. Calloway tiết lộ rằng chiếc vợt của Lime đã ăn cắp penicillin từ các bệnh viện quân sự, pha loãng nó và bán nó trên thị trường chợ đen, khiến nhiều người bị thương hoặc thiệt mạng. Martins, bị thuyết phục, đồng ý rời đi.
Martins biết rằng Anna cũng đã được kể về những tội ác của Lime và sắp bị đưa sang quân đội Liên Xô. Martins triệu tập Calloway, người suy luận rằng Lime đã trốn thoát qua hệ thống cống rãnh. Cảnh sát Anh khai quật quan tài Vôi và khám phá ra rằng cơ thể là của trật tự người lấy trộm các penicilin cho Vôi.
Ngày hôm sau, Martins gặp Lime. Lime đe dọa Martins, tiết lộ toàn bộ mức độ tàn nhẫn của anh ta, và sau đó nhắc lại lời mời làm việc của mình trước khi nhanh chóng rời đi. Calloway sau đó yêu cầu Martins giúp bắt giữ Lime, và Martins đồng ý, đổi lại, yêu cầu Anna tiến hành an toàn ra khỏi Vienna. Tuy nhiên, khi biết được điều này, Anna không chịu rời đi. Quá tức giận, Martins quyết định rời đi, nhưng trên đường đến sân bay, Calloway dừng lại ở một bệnh viện để xem những đứa trẻ Martins chết vì viêm màng não đã được điều trị bằng cách sử dụng penicillin pha loãng của Lime.
Lime đến điểm hẹn với Martins, nhưng Anna cảnh báo anh ta. Anh ta cố gắng một lần nữa để trốn thoát bằng cách sử dụng đường ống cống, nhưng cảnh sát đã có mặt. Lime bắn và giết Paine, nhưng Calloway bắn và làm bị thương Lime. Bị thương nặng, Lime tự kéo mình lên một cái thang đến một lưới sắt trên đường phố, nhưng anh ta không thể nhấc nó lên. Martins sau đó giết anh ta bằng khẩu súng lục của Paine. Sau đó, Martins dự đám tang thứ hai của Lime. Trước nguy cơ lỡ chuyến bay ra khỏi Vienna, anh ta đợi để nói chuyện với Anna, nhưng cô ấy phớt lờ anh ta và bỏ qua.

## Diễn viên
- Joseph Cotten đóng vai Holly Martins
- Alida Valli (credited as Valli) đóng vai Anna Schmidt
- Orson Welles đóng vai Harry Lime
- Trevor Howard đóng vai Major Calloway
- Paul Hörbiger đóng vaiKarl, Lime's porter (credited as Paul Hoerbiger)
- Ernst Deutsch đóng vai "Baron" Kurtz
- Erich Ponto đóng vai Dr. Winkel
- Siegfried Breuer đóng vai Popescu
- Hedwig Bleibtreu đóng vaiAnna's old landlady
- Bernard Lee đóng vai Sergeant Paine
- Wilfrid Hyde-White đóng vai Crabbin

Khi phiên bản gốc của Anh bắt đầu, phần lồng tiếng của đạo diễn Carol Reed (chưa được công nhận) mô tả Vienna thời hậu chiến theo quan điểm của một tay vợt. Phiên bản chiếu tại các rạp chiếu phim Mỹ đã cắt 11 phút cảnh quay và thay thế phần lồng tiếng của Reed bằng phần lồng tiếng của Joseph Cotten trong vai Holly Martins. David O. Selznick quyết định thay thế vì ông không nghĩ rằng khán giả Mỹ sẽ liên quan đến giai điệu buồn tẻ của bản gốc. Ngày nay, phiên bản gốc của Reed xuất hiện trên các đĩa DVD của Mỹ, trong các buổi chiếu trên Turner Classic Movies và trong các bản phát hành tại rạp chiếu phim Hoa Kỳ, với mười một phút cảnh quay được khôi phục, bao gồm cảnh một vũ công gần như để ngực trần trong quán bar vi phạm Bộ luật Hoa Kỳ trong Năm 1948. Cả hai bản phát hành DVD Criterion Collection và Studio Canal đều có sự so sánh của hai đoạn độc thoại mở đầu.
- Annie Rosar trong vai the porter's wife
- Alexis Chesnakov trong vai Brodsky, Russian official
- Herbert Halbik trong vai Little Hansel - Boy with Ball
- Robert Brown trong vai British Military Policeman in the sewer chase scene
- Paul Hardtmuth trong vai the hall porter at Hotel Sacher
- Geoffrey Keen trong vai British Military Policeman
- Eric Pohlmann trong vai waiter at Smolka's
- Reed De Rouen trong vai  American Military Policeman at Railroad Station
- Brother Theodore trong vai Man on Street
- Nelly Arno trong vai Kurtz's mother[7]
- Karel Štěpánek trong vai actor at Josefstadt Theatre
- Joseph Cotten trong vai the narrator (pre-1999 US version)
- Carol Reed trong vai the narrator (pre-1999 UK, and all post-'99 versions)
- Charles Winchester trong vai the Thug (Post-1999 UK, and all post-'99 versions)

## Sản Xuất

### Phát triển
Trước khi viết kịch bản, Graham Greene đã tìm hiểu không khí, đặc điểm và tâm trạng của câu chuyện bằng cách viết tiểu thuyết.. Năm 1948, ông gặp Elizabeth Montagu ở Vienna. Cô cho anh ta tham quan thành phố, hệ thống cống rãnh và một số câu lạc bộ đêm ít danh tiếng hơn. Cô cũng giới thiệu Greene với Peter Smolka, phóng viên trung tâm châu Âu của tờ The Times. Smolka kể cho Greene nghe những câu chuyện về chợ đen ở Vienna.
Người kể chuyện trong tiểu thuyết là Major Calloway, điều này mang lại cho cuốn sách một điểm nhấn hơi khác so với kịch bản phim. Những khác biệt khác bao gồm cả quốc tịch của Martins và Lime. Tên được đặt của Martins là Rollo chứ không phải Holly.  vật của Popescu là một người Mỹ tên là Cooler. Crabbin là một nhân vật duy nhất trong tiểu thuyết; bản nháp ban đầu của kịch bản đã thay thế anh ta bằng hai nhân vật, do Basil Radford và Naunton Wayne thủ vai, nhưng cuối cùng trong phim, như trong tiểu thuyết, Crabbin vẫn là một nhân vật duy nhất.

Cũng có một sự khác biệt của kết thúc. Cuốn tiểu thuyết ngụ ý rằng Anna và Martins sắp bắt đầu một cuộc sống mới cùng nhau, trái ngược hoàn toàn với sự hắt hủi không thể nhầm lẫn của Anna khi kết thúc bộ phim. Trong cuốn sách, Anna đã bước ra khỏi mộ của Lime, nhưng dòng chữ vẫn tiếp tục: 
 Tôi nhìn anh ta sải bước trên đôi chân phát triển của mình sau cô gái. Anh bắt kịp cô và họ đi cạnh nhau. Tôi không nghĩ anh ấy đã nói một lời nào với cô ấy: nó giống như kết thúc của một câu chuyện ngoại trừ việc trước khi họ khuất mắt tôi, tay cô ấy đã luồn qua cánh tay anh ấy - đó là cách một câu chuyện thường bắt đầu. Anh ta là một người bắn rất tệ và đánh giá tính cách rất tệ, nhưng anh ta có cách với Tây (một thủ thuật căng thẳng) và với các cô gái (tôi không biết là gì).
 Trong quá trình quay phim, cảnh cuối cùng là chủ đề tranh chấp giữa Greene, và Reed và David O. Selznick, người kiên quyết từ chối kết thúc bộ phim vì những gì họ cảm thấy là giả tạo. Greene sau đó đã viết: "Một trong số rất ít tranh cãi lớn giữa Carol Reed và tôi liên quan đến cái kết, và anh ấy đã được chứng minh một cách đắc thắng." 
Theo bản thân, đóng góp của David O. Selznick chủ yếu là cung cấp cho các diễn viên Cotten và Welles của mình và sản xuất phiên bản Hoa Kỳ, ít hơn vào việc đồng viết kịch bản với Reed và Greene.

Qua nhiều năm, thỉnh thoảng có suy đoán rằng Welles, chứ không phải Reed, là đạo diễn trên thực tế của The Third Man. Trong cuốn sách năm 2007 của học giả điện ảnh Jonathan Rosenbaum về Khám phá Orson Welles, Rosenbaum gọi đó là "quan niệm sai lầm phổ biến", mặc dù Rosenbaum đã lưu ý rằng bộ phim "bắt đầu lặp lại chủ đề Wellesian về tình bạn nam bị phản bội và một số ý tưởng liên quan nhất định từ Citizen Kane. "  Trong phân tích cuối cùng, Rosenbaum viết, "[Welles] không chỉ đạo bất cứ điều gì trong bức ảnh; những điều cơ bản về phong cách chụp và chỉnh sửa của anh ấy, âm nhạc và ý nghĩa của nó, rõ ràng là không có. Tuy nhiên, những câu chuyện thần thoại cũ vẫn khó chết và một số người xem vẫn tiếp tục tin vào điều khác. "  Chính Welles đã thúc đẩy lý thuyết này trong một cuộc phỏng vấn năm 1958, trong đó ông nói rằng mình đã đóng một vai trò quan trọng trong việc tạo ra Người đàn ông thứ ba, nhưng đó là một "vấn đề tế nhị, bởi vì [ông] không phải là nhà sản xuất". Tuy nhiên, trong một cuộc phỏng vấn năm 1967 với Peter Bogdanovich, Welles nói rằng sự tham gia của ông là rất ít: "Đó là bức tranh của Carol". Tuy nhiên, Welles đã đóng góp một số câu thoại nổi tiếng nhất của bộ phim. Bogdanovich cũng nói trong phần giới thiệu DVD: 
 Tuy nhiên, tôi nghĩ điều quan trọng cần lưu ý là diện mạo của Người đàn ông thứ ba — và trên thực tế, toàn bộ phim — sẽ không thể tưởng tượng được nếu không có Citizen Kane, The Stranger và The Lady from Shanghai, tất cả đều do Orson thực hiện vào những năm 40, và tất cả đều có trước Người đàn ông thứ ba. Carol Reed, tôi nghĩ, chắc chắn bị ảnh hưởng bởi đạo diễn Orson Welles, từ những bộ phim anh ấy đã làm. 

### Nhiếp Ảnh Chính
Sáu tuần chụp ảnh chính được quay tại địa điểm ở Vienna,  kết thúc vào ngày 11 tháng 12 năm 1948. Việc sản xuất sau đó được chuyển đến Worton Hall Studios ở Isleworth  và Shepperton Studios gần London và hoàn thành vào tháng 3 năm 1949.
Các cảnh của Harry Lime trong cống được quay tại địa điểm hoặc trên phim trường được xây dựng tại Shepperton; hầu hết các cảnh quay địa điểm đều sử dụng nhân đôi cho Welles. Tuy nhiên, Reed tuyên bố rằng, mặc dù ban đầu có sự miễn cưỡng, Welles đã nhanh chóng trở nên nhiệt tình và ở lại Vienna để hoàn thành bộ phim.
Theo hồi ức của trợ lý đạo diễn Guy Hamilton, được phỏng vấn vào năm 2015, Greene và Reed đã làm việc rất ăn ý với nhau, nhưng Orson Welles "nói chung là khiến mọi người trên phim trường khó chịu". Rõ ràng, việc quay các cảnh trong ống cống đã được chuyển đến các trường quay ở Anh do những lời phàn nàn của Welles về việc quay trong cống thực sự.
Reed có bốn đơn vị máy ảnh khác nhau quay quanh Vienna trong suốt thời gian sản xuất. Anh ấy làm việc suốt ngày đêm, sử dụng Benzedrine để tỉnh táo.

### Bài Phát Biểu "Đồng Hồ Cúc Cu Thụy Sĩ"
Trong một cảnh quay nổi tiếng, Lime gặp Martins trên Wiener Riesenrad, vòng đu quay lớn trong công viên giải trí Prater. Nhìn xuống những người bên dưới từ vị trí thuận lợi của mình, Lime so sánh họ với những dấu chấm, và nói rằng sẽ không đáng kể nếu một trong số họ hoặc một vài người trong số họ "ngừng di chuyển, mãi mãi". Trở lại mặt đất, anh ấy ghi chú: 
 Bạn biết những gì người đó nói - ở Ý, trong 30 năm dưới thời Borgias, họ có chiến tranh, khủng bố, giết người và đổ máu, nhưng họ đã sản sinh ra Michelangelo, Leonardo da Vinci và thời kỳ Phục hưng. Ở Thụy Sĩ, họ có tình anh em; họ đã có năm trăm năm dân chủ và hòa bình - và điều đó đã tạo ra cái gì? Đồng hồ chim cu gáy.
 Welles đã thêm nhận xét - trong kịch bản đã xuất bản, nó nằm ở phần chú thích. Greene viết trong một bức thư, "Điều đã xảy ra là trong quá trình quay Người đàn ông thứ ba, người ta thấy cần có thời gian để chèn thêm một câu." Welles rõ ràng đã nói những câu thoại đến từ "một vở kịch cũ của Hungary" — ý tưởng đó không phải là nguyên bản của Welles, được thừa nhận bởi cụm từ "những gì đồng nghiệp đã nói".
Nguồn đáng tin cậy nhất là họa sĩ James Abbott McNeill Whistler. Trong một bài giảng về nghệ thuật từ năm 1885 (được xuất bản trong "Mười giờ " [1888] của Mr Whistler), ông nói, "Người Thụy Sĩ ở vùng núi của họ... Những người xứng đáng hơn!... tuy nhiên, [nữ thần, Nghệ thuật] gian tà và khinh miệt sẽ không có nó, và những người con trai của những người yêu nước bị bỏ lại với chiếc đồng hồ quay cối xay, và con chim cu đột ngột, khó có thể kiềm chế trong hộp của nó! Đối với điều này là Hãy kể một anh hùng! Vì điều này, Gessler đã chết! " Trong hồi tưởng năm 1916, họa sĩ người Mỹ Theodore Wores nói rằng ông "cố gắng nhận được sự thừa nhận từ Whistler rằng một ngày nào đó San Francisco sẽ trở thành một trung tâm nghệ thuật tuyệt vời dựa trên những lợi thế về khí hậu, phong cảnh và những lợi thế khác của chúng ta. "Nhưng môi trường không dẫn đến việc sản xuất nghệ thuật," Whistler vặn lại. 'Hãy xem xét Thụy Sĩ. Ở đó người dân có mọi thứ dưới dạng lợi thế tự nhiên - núi non, thung lũng và bầu trời xanh. Và họ đã sản xuất những gì? Đồng hồ cúc cu! "
Hoặc cũng có thể Welles bị ảnh hưởng bởi Geoffrey Hộ, người đã viết, vào năm 1939, trong cuốn tiểu thuyết Rogue Male: "... Thụy Sĩ. Một dân tộc, đồng bào thân yêu của tôi, khá ngu ngốc và vô đạo đức. Một sự kết hợp mà chỉ có kinh nghiệm lâu năm về chính phủ dân chủ mới có thể tạo ra. "
This Is Orson Welles (1993) trích lời của Welles: "Khi bức tranh được công bố, người Thụy Sĩ đã chỉ ra rất độc đáo với tôi rằng họ chưa bao giờ làm đồng hồ chim cu gáy nào,"  vì đồng hồ có nguồn gốc từ Rừng Đen của Đức. Nhà văn John McPhee chỉ ra rằng khi Borgias phát triển mạnh mẽ ở Ý, Thụy Sĩ có "lực lượng quân sự hùng mạnh và đáng sợ nhất ở châu Âu" và không phải là quốc gia trung lập hòa bình như sau này.

### Âm nhạc
Đó là thể loại âm nhạc nào, dù vui nhộn hay buồn bã, dữ dội hay khiêu khích, thật khó để tính toán; nhưng dưới sự say mê của nó, máy quay phát huy tác dụng... Người chơi đàn tranh vô hình trung... được tạo ra để sử dụng nhạc cụ của mình nhiều như người chơi đàn lia ở Homeric.
William Whitebait, New Statesman and Nation (1949)
Anton Karas đã sáng tác bản nhạc và biểu diễn nó trên đàn tranh. Trước khi sản xuất đến Vienna, Karas là một nghệ sĩ vô danh trong các Heurigers địa phương. Theo Time:
Bức tranh yêu cầu âm nhạc phù hợp với Vienna sau Thế chiến thứ hai, nhưng đạo diễn Reed đã quyết định tránh những điệu valse schmaltzy, được dàn dựng nặng nề. Ở Vienna, một đêm nọ, Reed nghe một người theo chủ nghĩa chăm sóc vườn rượu tên là Anton Karas, [và] bị cuốn hút bởi sự u sầu leng keng trong âm nhạc của anh ta
Theo Guy Hamilton, Reed gặp Karas một cách tình cờ trong một bữa tiệc ở Vienna, nơi anh đang chơi đàn tranh. Reed đưa Karas đến London, nơi nhạc sĩ đã làm việc với Reed về bản nhạc trong sáu tuần. Karas ở nhà Reed trong thời gian đó.  Nhà phê bình phim Roger Ebert viết, "Đã bao giờ có bộ phim nào mà âm nhạc hoàn toàn phù hợp với hành động hơn trong Người đàn ông thứ ba của Carol Reed?" 
Phần âm nhạc bổ sung cho bộ phim được viết bởi nhà soạn nhạc người Úc Herbert Clifford dưới bút danh Michael Sarsfield. Từ năm 1944 đến năm 1950, Clifford làm Giám đốc Nhạc kịch cho Korda tại London Film Productions, nơi ông chọn các nhà soạn nhạc và chỉ huy các bản nhạc cho các bộ phim, cũng như sáng tác nhiều bản nhạc gốc của riêng mình. Một trích đoạn từ bản nhạc Người đàn ông thứ ba của ông, Giai điệu Casanova, được dàn dựng bởi Rodney Newton vào năm 2000 
Từ năm 1944 cho đến năm 1950, Clifford là Giám đốc Nhạc kịch cho Alexander Korda tại London Film Productions, nơi ông chọn các nhà soạn nhạc và chỉ huy các bản nhạc cho các bộ phim, cũng như soạn nhiều bản nhạc gốc của riêng mình.

### Sự Khác Biệt Giữa Các Bản Phát hành
Khi phiên bản gốc của Anh bắt đầu, phần lồng tiếng của đạo diễn Carol Reed (chưa được công nhận) mô tả Vienna thời hậu chiến theo quan điểm của một tay vợt. Phiên bản được chiếu tại các rạp chiếu phim Mỹ đã cắt 11 phút cảnh phim  và thay thế phần lồng tiếng của Reed bằng phần lồng tiếng của Joseph Cotten trong vai Holly Martins. David O. Selznick quyết định thay thế vì ông không nghĩ rằng khán giả Mỹ sẽ liên quan đến giai điệu buồn tẻ của bản gốc. Ngày nay, phiên bản gốc của Reed xuất hiện trên các đĩa DVD của Mỹ, trong các buổi chiếu trên Turner Classic Movies và trong các bản phát hành ở rạp chiếu phim Hoa Kỳ, với mười một phút cảnh quay được khôi phục, bao gồm cảnh một vũ công gần như để ngực trần trong quán bar có thể vi phạm Bộ luật Hoa Kỳ trong Năm 1948. Cả hai bản phát hành DVD Criterion Collection và Studio Canal đều có sự so sánh của hai đoạn độc thoại mở đầu.
Phiên bản phục hồi mới của bộ phim đã được phát hành tại Vương quốc Anh vào ngày 26 tháng 6 năm 2015.

## Tiếp Nhận
Grand Gala World Premiere được tổ chức tại Ritz Cinema ở Hastings, East Sussex, vào ngày 1 tháng 9 năm 1949.

### Văn Phong
Tại Vương quốc Anh, Người đàn ông thứ ba là bộ phim ăn khách nhất tại phòng vé Anh năm 1949.
Theo Kinematograph Weekly, 'người chiến thắng lớn nhất' tại phòng vé năm 1949 ở Anh là Người đàn ông thứ ba với "người về nhì" là Johnny Belinda, The Secret Life of Walter Mitty, Paleface, Scott of the Antarctic, The Blue Lagoon, Maytime in Mayfair, Diễu hành Phục sinh, Sông Hồng và Bạn Không thể Ngủ ở đây.

### Bạo Kích
Ở Áo, "các nhà phê bình địa phương bị áp đảo", và bộ phim chỉ chiếu được vài tuần. Tuy nhiên, Viennese Arbeiter-Zeitung, mặc dù chỉ trích "cốt truyện không quá logic", vẫn khen ngợi cách miêu tả "tuyệt vời" của bộ phim về một "thời gian không còn chung" và bầu không khí "bất an, nghèo đói và vô đạo đức sau chiến tranh" của thành phố ". William Cook, sau chuyến thăm năm 2006 tới một bảo tàng tám phòng ở Vienna dành riêng cho bộ phim, đã viết "Ở Anh, đó là một bộ phim kinh dị về tình bạn và sự phản bội. Ở Vienna, đó là một bi kịch về mối quan hệ rắc rối của nước Áo với quá khứ."
Một số nhà phê bình khi đó đã chỉ trích những góc máy khác thường của bộ phim. CA Lejeune trên tờ The Observer đã mô tả "thói quen in những cảnh quay của anh ấy không ổn định, với sàn nhà dốc theo đường chéo và cận cảnh nghiêng một cách mê sảng" là "gây mất tập trung nhất". Đạo diễn người Mỹ William Wyler, bạn thân của Reed, đã gửi cho anh ấy một linh cữu, với lời nhắn nhủ: "Carol, lần sau khi làm một bức ảnh, chỉ cần đặt nó lên đầu máy được không?" 
Khi phát hành ở Anh và Mỹ, bộ phim đã nhận được những đánh giá tích cực. Tạp chí Time đã viết rằng bộ phim "được nhồi nhét với những quả mận điện ảnh sẽ khiến Hitchcock tự hào thuở ban đầu — những đoạn xoắn khéo léo của cốt truyện, chi tiết tinh tế, các nhân vật nhỏ đầy sức sống, bối cảnh không khí trở thành một phần nội tại của câu chuyện, một sự kết hợp khéo léo của kẻ nham hiểm với sự lố lăng, bình thường với sự kỳ quái. "  Nhà phê bình phim Bosley Crowther của tờ New York Times, sau khi đánh giá sơ bộ rằng bộ phim "được thiết kế [chỉ] để kích thích và giải trí", đã viết rằng Reed "đã đóng gói một cách xuất sắc toàn bộ hành trang kỹ xảo điện ảnh của anh ấy, toàn bộ thiên tài sáng tạo của anh ấy để làm camera rõ ràng. Những món quà nổi tiếng của anh ấy vì đã nén được vô số gợi ý trong những cú đánh đơn, để xây dựng sự căng thẳng tột độ và những pha bất ngờ của cú popping đều được thực hiện đầy đủ. Sự hài hước tinh quái một cách quỷ quái của anh ấy cũng nhẹ nhàng xuyên suốt bộ phim, chạm vào những mảng tối tăm tối hơn với một chút ánh sáng của người đồng tính hoặc rùng rợn. "  Một ngoại lệ rất hiếm hoi là tờ Daily Worker của cộng sản Anh (sau này là Morning Star), đã phàn nàn rằng "không có nỗ lực nào được tha thứ để khiến chính quyền Xô Viết trở nên nham hiểm và thiếu thông cảm nhất có thể."
Các nhà phê bình sau đó đã ca ngợi bộ phim như một kiệt tác. Roger Ebert đã thêm bộ phim vào danh sách "Những bộ phim tuyệt vời" của mình và viết, "Trong số tất cả những bộ phim mà tôi đã xem, bộ phim này hoàn toàn thể hiện sự lãng mạn khi đi xem phim."  Trong một tập đặc biệt của Siskel & Ebert năm 1994 thảo luận về các nhân vật phản diện trong phim, Ebert đã đặt tên Lime là nhân vật phản diện trong phim yêu thích của mình. Gene Siskel nhận xét rằng đây là một "tác phẩm làm phim mẫu mực, làm nổi bật những tàn tích của Thế chiến thứ hai và gắn liền nó với lịch sử hư hỏng của chính các nhân vật".
Bộ phim đạt 99% đánh giá trên Rotten Tomatoes dựa trên 80 bài phê bình, với điểm trung bình là 9,3 / 10 và sự đồng thuận như sau: "Bộ phim kinh dị trong bầu không khí này là một trong những kiệt tác không thể tranh cãi của điện ảnh, và tự hào về màn trình diễn mang tính biểu tượng của Joseph Cotten và Orson Welles. " 

## Phát hành Nhạc Phim
" Chủ đề Người đàn ông thứ ba " được phát hành dưới dạng đĩa đơn vào năm 1949/50 (Decca ở Anh, London Records ở Mỹ). Nó đã trở thành một người bán chạy nhất; đến tháng 11 năm 1949, 300.000 đĩa đã được bán ở Anh, với Vương nữ Margaret tuổi teen là một người hâm mộ. Sau phát hành tại Mỹ vào năm 1950 (xem 1950 trong âm nhạc), "Chủ đề Người đàn ông thứ ba" đã trải qua 11 tuần tại một số trên bảng xếp hạng Billboard ' Mỹ bán chạy nhất tại Cửa hàng biểu đồ, từ 29 tháng tư - 8 tháng 7. Sự tiếp xúc đã làm cho Anton Karas trở thành một ngôi sao quốc tế, và đoạn giới thiệu cho bộ phim nói rằng "bản nhạc nổi tiếng của Anton Karas" sẽ khiến khán giả "hòa mình vào cây đàn tranh của anh ấy".

## Giải thưởng Và Danh Dự
Giải thưởng Viện hàn lâm
- Phim hay nhất (Carol Reed) - Được đề cử
- Phim Anh hay nhất (Carol Reed) - Đã thắng  Giải thưởng điện ảnh của Viện hàn lâm Anh quốc
- Grand Prix du Festival International du Film (Carol Reed) - Giành được  Liên hoan phim Cannes
- Grand Prix du Festival International du Film (Carol Reed) - Giành được Tổ chức Giám đốc Hoa Kỳ
- Đạo diễn xuất sắc - Phim truyện (Carol Reed) - Được đề cử

Hội đồng xét duyệt quốc gia
Bên cạnh thứ hạng đầu trong danh sách BFI Top 100 phim Anh, năm 2004, tạp chí Total Film đã xếp nó là phim Anh hay nhất mọi thời đại. Năm 2005, người xem Newsnight Review của Đài Truyền hình BBC đã bình chọn bộ phim yêu thích thứ tư của họ mọi thời đại, bộ phim duy nhất trong top năm bộ phim được thực hiện trước năm 1970.
Phim cũng đứng thứ 57 trong danh sách những phim Mỹ hay nhất của Viện phim Mỹ năm 1998. Hai nhà đồng sản xuất điều hành khác, Ngài Alexander Korda và Carol Reed, lần lượt là người Hungary và người Anh. Vào tháng 6 năm 2008, Viện phim Mỹ (AFI) đã tiết lộ 10 Top 10 — 10 phim hay nhất trong 10 thể loại phim "kinh điển" của Mỹ — sau khi thăm dò ý kiến của hơn 1.500 người từ cộng đồng sáng tạo. Người đàn ông thứ ba được công nhận là bộ phim hay thứ năm ở thể loại bí ẩn. Bộ phim cũng đứng thứ 75 trong danh sách 100 năm... 100 cảm giác mạnh của AFI và Harry Lime được xếp vào danh sách phản diện thứ 37 trong 100 anh hùng và nhân vật phản diện. 

## Trạng thái Bản quyền
Ở Vương quốc Anh, những bộ phim cổ điển này được bảo vệ bản quyền như những tác phẩm chính kịch cho đến 70 năm sau khi "tác giả chính" cuối cùng qua đời. Và kể từ trường hợp Người đàn ông thứ ba Graham Greene qua đời vào năm 1991, bộ phim được bảo vệ cho đến cuối năm 2061.
Bộ phim này đã mất hiệu lực trong phạm vi công cộng ở Hoa Kỳ khi bản quyền không được gia hạn sau cái chết của David Selznick. Năm 1996, Đạo luật Thỏa thuận Vòng đàm phán Uruguay  khôi phục quyền bảo vệ bản quyền của phim tại Hoa Kỳ cho StudioCanal Image UK Ltd. Bộ sưu tập Tiêu chí đã phát hành một DVD được phục hồi kỹ thuật số của bản in gốc của Anh của bộ phim. Năm 2008, Criterion phát hành ấn bản Blu-ray, và vào tháng 9 năm 2010, Lions Gate phát hành lại bộ phim trên Blu-ray. 
Vào ngày 18 tháng 1 năm 2012, Tòa án Tối cao của Hoa Kỳ đã ra phán quyết tại Golan v. Chủ sở hữu rằng điều khoản bản quyền của Hiến pháp Hoa Kỳ không ngăn cản Hoa Kỳ đáp ứng các nghĩa vụ của hiệp ước về bảo vệ bản quyền đối với các tác phẩm nước ngoài. Sau phán quyết, các bộ phim đáng chú ý như Người đàn ông thứ ba và 39 Bước đã bị gỡ bỏ khỏi phạm vi công cộng và trở thành bản quyền hoàn toàn ở Hoa Kỳ. Theo luật bản quyền hiện hành của Hoa Kỳ, Người đàn ông thứ ba sẽ vẫn có bản quyền cho đến ngày 1 tháng 1 năm 2045.
Cotten reprized vai trò của mình như là Holly Martins trong một giờ hát Guild trên Air đài phát thanh thích ứng của Người đàn ông thứ ba ngày 07 tháng 1 năm 1951. Người đàn ông thứ ba cũng được chuyển thể thành một vở kịch phát thanh kéo dài một giờ trên hai buổi phát sóng của Nhà hát phát thanh Lux: vào ngày 9 tháng 4 năm 1951 với Joseph Cotten diễn lại vai của mình và vào ngày 8 tháng 2 năm 1954 với Ray Milland trong vai Martins.
Một bộ phim truyền hình dài tập trên đài của Anh, Cuộc phiêu lưu của Harry Lime (được phát sóng ở Mỹ với tên Cuộc sống của Harry Lime), được tạo ra như một "phần tiền truyện" của bộ phim, xoay quanh những cuộc phiêu lưu của Lime trước khi anh ta "chết ở Vienna" và Welles trả đũa vai trò của anh ta trong vai một phản anh hùng phiêu lưu mạo hiểm bất chính Lime ít hơn một chút so với kẻ cơ hội bệnh xã hội được mô tả trong hóa thân của bộ phim. Năm mươi hai tập được phát sóng vào năm 1951 và 1952, một số tập mà Welles đã viết, bao gồm "Ticket to Tangiers", được đưa vào bộ sưu tập Criterion Collection và Studio Canal phát hành của Người đàn ông thứ ba.
Một bộ phim truyền hình có sự tham gia của Michael Rennie trong vai Harry Lime đã chạy trong 5 mùa giải từ 1959 đến 1965. Bảy mươi bảy tập đã được quay; đạo diễn gồm có Paul Henreid (10 tập) và Arthur Hiller (sáu tập). Jonathan Harris đóng vai phụ Bradford Webster trong 72 tập, và Roger Moore đóng vai khách mời trong phần "The Angry Young Man", do Hiller làm đạo diễn.

## Liên Kết Ngoại
- Người đàn ông thứ ba trên Internet Movie Database
- The Third Man
- Người đàn ông thứ ba tại TCM Movie Database
- Người đàn ông thứ ba tại American Film Institute Catalog
- Người đàn ông thứ ba tại Rotten Tomatoes
- Người đàn ông thứ ba tại Metacritic
- Bảo tàng Bộ sưu tập Tư nhân Người đàn ông Thứ ba (3mpc) dành riêng cho Người đàn ông Thứ ba
- Chuyến tham quan của Người đàn ông thứ ba
- Loạt đài "Cuộc đời của Harry Lime"
- Các địa điểm của Người đàn ông thứ ba
- The Third Man on Theatre Guild phát sóng: ngày 7 tháng 1 năm 1951
- Người đàn ông thứ ba trên nhà hát Lux Radio: ngày 9 tháng 4 năm 1951
- Người đàn ông thứ ba, một bài luận của Michael Wilmington tại Bộ sưu tập tiêu chí